# 何慧星
何慧星（1957年—），陕西洋县人，汉族，中华人民共和国政治人物、第十二届全国人民代表大会新疆地区代表。
毕业于中央党校中国共产党党史专业。加入中国共产党。2013年，担任全国人大代表。